# Pseudanthias unimarginatus
Pseudanthias unimarginatus là một loài cá biển thuộc chi Pseudanthias trong họ Cá mú. Loài này được mô tả lần đầu tiên vào năm 2011.

## Phân bố và môi trường sống
P. unimarginatus có phạm vi phân bố ở Tây Ấn Độ Dương. Loài này chỉ được tìm thấy tại Mauritius. Chúng sống xung quanh các rạn san hô ở độ sâu khoảng 53 m.

## Mô tả
Mẫu vật lớn nhất dùng để mô tả P. unimarginatus có chiều dài cơ thể đo được là khoảng 5,3 cm. Cá đực có thân màu vàng cam sáng, nửa thân dưới hồng nhạt. Nửa đầu trên màu vàng cam, nửa đầu dưới màu vàng hồng nhạt. Có đường vòng cung màu đỏ tía ở trên đầu, từc môi đến gáy, rồi chạy xung quanh gốc vây lưng. Phía trước môi trên màu tím hồng rất nhạt; đôi môi có một vệt màu hồng cam. Vây đuôi xẻ thùy, hình cánh nhạn, màu vàng; thùy đuôi trên có viền màu tím lam với một dải đỏ cận rìa. Các vây còn lại có màu vàng trong; vây lưng có rìa màu hồng; vây hậu môn và vây bụng có rìa xanh ánh kim.
Số gai ở vây lưng: 10; Số tia vây mềm ở vây lưng: 16; Số gai ở vây hậu môn: 3; Số tia vây mềm ở vây hậu môn: 7; Số gai ở vây bụng: 1; Số tia vây mềm ở vây bụng: 5; Số tia vây mềm ở vây ngực: 18; Số đốt sống: 26.